# Kiskunmajsai kistérség
A Kiskunmajsai kistérség kistérség Bács-Kiskun megyében, központja: Kiskunmajsa.

## Települései
| Település       | Lélekszám | Státusz           | Népsűrűség (fő/km2) | Terület (km2) |
| --------------- | --------- | ----------------- | ------------------- | ------------- |
| Csólyospálos    | 1764      | község            | 27                  | 65,1          |
| Jászszentlászló | 2606      | község            | 43                  | 60,34         |
| Kiskunmajsa     | 11 878    | város             | 53,5                | 221,99        |
| Kömpöc          | 765       | község            | 25                  | 30            |
| Móricgát        | 513       | község            | 15,6                | 32,88         |
| Szank           | 2556      | község            | 34,1                | 74,83         |
| Összesen:       | 20 082    | 1 város, 5 község | 41                  | 485,14        |

## Története
2007-ben Móricgát és Jászszentlászló települések kerültek a kistérségbe a Kiskunfélegyházi kistérségből.

## Nevezetességei
- A Móricgát közelében található Hittanya közkedvelt táborozóhely a fiatalok körében.
- Jászszentlászló nevezetessége a Kézműves Tanya.